# Viola Davis
Viola Davis (sinh ngày 11 tháng 8 năm 1965) là nữ diễn viên và nhà sản xuất người Mỹ. Sau khi tốt nghiệp Trường Juilliard năm 1993, Davis bắt đầu sự nghiệp sân khấu và thắng giải Obie năm 1999 với vai diễn Ruby McCollum trong Everybody's Ruby. Bà góp mặt bằng nhiều vai phụ trong các bộ phim điện ảnh và truyền hình vào cuối những năm 1990 và đầu những năm 2000, bao gồm Kate & Leopold (2001), Far from Heaven (2002) và loạt phim Law & Order: Special Victims Unit. In 2001, bà thắng giải Tony cho "Nữ diễn viên phụ chính kịch xuất sắc nhất" với vai Tonya trong phiên bản gốc của vở King Hedley II.
Thành công điện ảnh đến với Davis vào năm 2008, khi nhận nhiều đề cử cho vai phụ trong phim Doubt, bao gồm Giải Quả cầu vàng cho "Nữ diễn viên điện ảnh phụ xuất sắc nhất", giải SAG cho "Nữ diễn viên phụ xuất sắc nhất" và giải Oscar cho "Nữ diễn viên phụ xuất sắc nhất". Năm 2010, bà thắng giải Tony cho "Nữ diễn viên chính kịch hay nhất" cho vai Rose Maxson trong vở kịch Fences của tác giả August Wilson. Nhân vật người giúp việc Aibeleen Clark mà bà thể hiện trong phim hài chính kịch The Help (2011) mang về cho bà đề cử giải Quả cầu vàng, giải BAFTA và giải Oscar, giành chiến thắng giải SAG cho "Nữ diễn viên chính xuất sắc nhất". Năm 2016, bà đóng vai Amanda Waller trong phim hành động Suicide Squad và trở lại vai Rose Maxson trong phiên bản chuyển thể điện ảnh của Fences, giúp bà giành chiến thắng Giải Quả cầu vàng, giải thưởng của Nghiệp đoàn Diễn viên Màn ảnh, Viện Hàn lâm Nghệ thuật Điện ảnh và Truyền hình Anh quốc, Giải thưởng của Hội phê bình và giải Oscar cho hạng mục "Nữ diễn viên phụ xuất sắc nhất". Bà trở thành nữ diễn viên Mỹ–Phi đầu tiên trong lịch sử thắng 5 giải SAG và giành đề cử cho 3 giải Oscar.
Kể từ năm 2014, Davis vào vai nữ luật sư Annalise Keating trong loạt phim chính kịch của đài ABC, How to Get Away with Murder; năm 2015, bà trở thành nữ diễn viên da màu đầu tiên chiến thắng giải Primetime Emmy cho "Nữ chính phim chính kịch xuất sắc nhất". Vai diễn còn mang về cho bà giải SAG cho "Nữ diễn viên loạt phim chính kịch nổi bật" vào năm 2015 và 2016. Năm 2012, bà nằm trong danh sách 100 người gây ảnh hưởng lớn nhất cho tạp chí Time bình chọn. Davis và chồng là Julius Tennon đã đồng sáng lập nên công ty JuVee Productions, bắt đầu sản xuất nên Lila & Eve (2015) và Custody (2016).

## Sự nghiệp diễn xuất

### Phim
| Năm  | Tựa đề                                          | Vai                        | Ghi chú |
| ---- | ----------------------------------------------- | -------------------------- | --- |
| 1996 | The Substance of Fire                           | Nurse                      | |
| 1998 | Out of Sight                                    | Moselle Miller             | |
| 2000 | Traffic                                         | Social Worker              | |
| 2001 | The Shrink Is In                                | Robin                      | |
| 2001 | Kate & Leopold                                  | Policewoman                | |
| 2002 | Far from Heaven                                 | Sybil                      | |
| 2002 | Antwone Fisher                                  | Eva May Fisher             | |
| 2002 | Solaris                                         | Dr. Gordon                 | |
| 2005 | Get Rich or Die Tryin'                          | Grandma                    | |
| 2005 | Syriana                                         | CIA Chairwoman             | Không ghi nhận |
| 2006 | The Architect                                   | Tonya Neely                | |
| 2006 | World Trade Center                              | Mother in Hospital         | |
| 2007 | Disturbia                                       | Detective Parker           | |
| 2008 | Nights in Rodanthe                              | Jean                       | |
| 2008 | Doubt                                           | Mrs. Miller                | |
| 2009 | Madea Goes to Jail                              | Ellen St. Matthews         | |
| 2009 | State of Play                                   | Dr. Judith Franklin        | |
| 2009 | Law Abiding Citizen                             | Mayor April Henry          | |
| 2010 | Knight and Day                                  | Director Isabel George     | |
| 2010 | Eat Pray Love                                   | Delia Shiraz               | |
| 2010 | It's Kind of a Funny Story                      | Dr. Minerva                | |
| 2010 | Trust                                           | Gail Friedman              | |
| 2011 | The Help                                        | Aibileen Clark             | |
| 2011 | Extremely Loud and Incredibly Close             | Abby Black                 | |
| 2012 | Won't Back Down                                 | Nona Alberts               | |
| 2013 | Beautiful Creatures                             | Amarie "Amma" Treadeau     | |
| 2013 | Ender's Game                                    | Major Anderson             | |
| 2013 | The Disappearance of Eleanor Rigby              | Professor Lillian Friedman | |
| 2013 | Prisoners                                       | Nancy Birch                | |
| 2014 | Get On Up                                       | Susie Brown                | |
| 2015 | Blackhat                                        | FBI Agent Carol Barrett    | |
| 2015 | Lila & Eve                                      | Lila Walcott               | |
| 2016 | Custody                                         | Judge Martha Sherman       | Cũng là nhà sản xuất |
| 2016 | Biệt đội cảm tử                                 | Amanda Waller              | |
| 2016 | Fences                                          | Rose Maxson                | Giải Oscar cho Nữ diễn viên phụ xuất sắc nhất Giải BAFTA cho Nữ diễn viên phụ xuất sắc nhất Giải Quả cầu vàng cho Nữ diễn viên điện ảnh phụ xuất sắc nhất Giải SAG cho Nữ diễn viên phụ xuất sắc nhất Giải BFCA cho Nữ diễn viên phụ xuất sắc nhất |
| 2021 | Suicide Squad: Điệp vụ cảm tử                   | Amanda Waller              | |
| 2022 | Black Adam                                      | Amanda Waller              | Cameo |
| 2022 | Nữ vương huyền thoại                            | Nanisca                    | |
| 2023 | Đấu trường sinh tử: Khúc hát chim ca và rắn độc | Tiến sĩ Volumnia Gaul      | |

### Truyền hình
| Năm  | Tựa đề     | Vai           | Ghi chú                   |
| ---- | ---------- | ------------- | ------------------------- |
| 2022 | Peacemaker | Amanda Waller | Cameo Không được ghi nhân |